# Avenida Reducto
La avenida Reducto es una avenida del distrito de Miraflores, en la ciudad de Lima, capital del Perú. Se extiende de norte a sur, a lo largo de 8 cuadras. Su trazo es continuado al sur por la avenida Almirante Miguel Grau, en el distrito de Barranco.

## Recorrido
Se inicia en la intersección de las avenidas Alfredo Benavides y Paseo de la República, cerca del parque Reducto N°02, donde está ubicada la estación Benavides del Metropolitano. Está comunicada con la vía expresa del Paseo de la República, a través de un paso a desnivel subterráneo con sentido de circulación de norte a sur.